# Learn to Fly
Learn to Fly è un singolo del gruppo musicale statunitense Foo Fighters, pubblicato il 18 ottobre 1999 come primo estratto dal terzo album in studio There Is Nothing Left to Lose.

## Descrizione
Terza traccia del disco, il brano con il passare del tempo è divenuto uno dei più noti nella carriera del gruppo. Il testo, scritto dal frontman Dave Grohl durante la sua permanenza in Virginia, risulta di carattere autobiografico e tratta del cercare di «ambientarsi nella fase successiva della tua vita, quel posto dove puoi sederti e rilassarti perché c'erano state così tante stronzate negli ultimi tre anni», alludendo alle vicissitudini legate ai vari cambi di formazione nei Foo Fighters avvenute in quel periodo.

## Promozione
Learn to Fly venne distribuito nel corso del 1999, raggiungendo la top 20 della Billboard Hot 100 statunitense. Due anni più tardi, all'indomani degli attentati dell'11 settembre 2001, fu bandito da alcune stazioni radiofoniche statunitensi (insieme a molti altri brani).

## Video musicale
Il video si svolge su un aereo, ed è una parodia del film L'aereo più pazzo del mondo. Due meccanici di una compagnia aerea (interpretati dai Tenacious D) nascondono nella macchina del caffè una bustina con scritto «WORLD DOMINATION "EROTIC" Sleeping Powder», che causa allucinazioni e comportamenti strani in chiunque beva il caffè. I componenti del gruppo, gli unici a bordo a non averlo bevuto, si trovano costretti a far atterrare l'aereo al posto dei piloti, impossibilitati a farlo. 
Nel video, ogni componente del gruppo (Grohl, Nate Mendel e Taylor Hawkins) interpreta sia sé stesso che altri ruoli.

## Tracce
CD singolo – parte 1 (Australia, Europa)
1. Learn to Fly – 3:58 (Foo Fighters)
2. Iron and Stone – 2:52 (The Obsessed)
3. Have a Cigar – 3:58 (Roger Waters)

CD singolo – parte 2 (Australia, Europa)
1. Learn to Fly – 3:58 (Foo Fighters)
2. Make a Bet – 3:28 (Dave Grohl)
3. Have a Cigar – 3:58 (Roger Waters)

CD (Europa), 7" (Europa), MC (Regno Unito)
1. Learn to Fly – 3:58 (Foo Fighters)
2. Have a Cigar – 3:58 (Roger Waters)

## Formazione
Gruppo
- Dave Grohl – voce, chitarra, batteria
- Nate Mendel – basso
- Taylor Hawkins – batteria

Produzione
- Adam Kasper – produzione, registrazione
- Foo Fighters – produzione
- Andy Wallace – missaggio
- Ted Reiger – assistenza al missaggio
- Bob Ludwig – mastering

## Classifiche
| Classifica (1999)             | Posizione massima |
| ----------------------------- | ----------------- |
| Australia                     | 36                |
| Austria                       | 69                |
| Canada                        | 13                |
| Francia                       | 172               |
| Germania                      | 97                |
| Nuova Zelanda                 | 23                |
| Paesi Bassi                   | 72                |
| Regno Unito                   | 21                |
| Stati Uniti                   | 13                |
| Stati Uniti (adult top 40)    | 15                |
| Stati Uniti (alternative)     | 1                 |
| Stati Uniti (mainstream rock) | 2                 |
| Svezia                        | 52                |
| Svizzera                      | 41                |

## Cover
Il 26 luglio 2015, mille musicisti italiani (350 chitarristi, 250 cantanti, 250 batteristi e 150 bassisti) si sono radunati a Cesena, presso il parco dell'ippodromo nell'ambito di un progetto chiamato Rockin'1000, suonando il brano simultaneamente. L'evento, da record per il numero di persone coinvolte, ha avuto lo scopo principale di invitare i Foo Fighters a esibirsi dal vivo proprio nella sopracitata città. Il video ufficiale dell'esecuzione del brano è divenuto subito virale su YouTube e il 31 luglio, attraverso i social network, Grohl ha espresso la sua ammirazione, promettendo che il gruppo avrebbe accolto l'invito, promessa poi mantenuta il 3 novembre successivo con un concerto al Carisport di Cesena.